# توماس إف. مادن
توماس إف. مادن (بالإنجليزية: Thomas Madden)‏ هو أستاذ جامعي ومؤرخ أمريكي، ولد في 10 يونيو 1960 في فينيكس في الولايات المتحدة.

## وصلات خارجية
- الموقع الرسمي